# Gábor-érem
A Gábor-érem (angolul: Gabor Medal) egyike a Royal Society érmeinek. A biológia, azon belül leginkább molekuláris biológia és a genomika terén elért jelentős felfedezésekért ítélik oda. 1989-ben osztották ki először, és páratlan években ítélik oda (2010-ben kivételesen adtak át díjat a társulat 350 éves évfordulóján). A magyar Nobel-díjas Gábor Dénes tiszteletére alapították.

## A díjazottak
- 2020 David Stuart
- 2019 Alison Noble
- 2017 Richard Michael Durbin
- 2015 Benjamin Simons[1]
- 2013 Christofer Toumazou
- 2011 Angela McLean
- 2010 Gideon Davies
- 2009 Gregory Challis
- 2007 Richard Roberts
- 2005 Lionel Crawford
- 2003 Jean Begg
- 2001 M. Azim Surani
- 1999 Adrian Bird
- 1997 Kenneth Holmes
- 1995 David Hopwood
- 1993 Charles Weissmann
- 1991 Alan Fersht
- 1989 Noreen Elizabeth Murray